# 布萊克哈默 (明尼蘇達州)
布萊克哈默（英語：Black Hammer）是位於美國明尼蘇達州休斯頓縣布萊克哈默鎮區的一個非建制地區。

## 地理
布萊克哈默所處的海拔為高於海平面358米（即1175英呎），而該地所採用的時區為UTC-6，即北美中部時區（CST）。同時該地設有夏令時間，為UTC-6調快一小時，即UTC-5（CDT）。